# Ала, ала
Ала, ала је осми студијски албум Сеје Калача, који је издат 2004. године за издавачку кућу Grand Production на аудио-касети и у.

## Списак песама
| №  | Назив                             | Трајање |  |
| 1. | Ала, ала                          | 3:28    |  |
| 2. | Другови моји добри су момци       | 2:45    |  |
| 3. | Да ли си ме вољела или ниси       | 3:35    |  |
| 4. | Е мој ћале                        | 3:30    |  |
| 5. | Богата сиротице                   | 3:41    |  |
| 6. | Дај, дај додај                    | 3:15    |  |
| 7. | А јесам те волио                  | 3:01    |  |
| 8. | Ово је пјесма за тебе љубави моја | 4:25    |  |